# Gospel Music Hall of Fame
Gospel Music Hall of Fame skapades 1971 av Gospel Music Association, och är en Hall of Fame tillägnad betydelsefulla personer och grupper inom gospelmusiken.